# 코랏

코랏은 중간 크기의 근육질의 동양 고양이다. 타이가 원산지로 행운을 가져다 준다는 조용하고 점잖은 품종이다. 심장 모양의 얼굴에 눈은 크고 녹색이다. 털색깔은 옅은 회색에 짧고 윤기나는 털이다.

## 외형
코랏의 특이한 색깔은 은빛으로 빛나는 것처럼 보이는 청색이다. 태국인들은 이 색을 "비구름 회색"이라고 부르고, 반짝이는 색을 "바다 거품"이라고 부른다. 이 고양이는 털이 짧고, 속털은 연한 은청색을 띤다. 겉털의 색깔은 더 짙푸르고, 끝은 은색을 띠며, 특히 주둥이와 발가락은 은색을 띤다. 이것은 코랏에게 허용되는 유일한 색상이다. 눈은 크고 주위는 녹색이지만, 고양이 눈은 진흙, 호박색 또는 금록색이며, 성체가 되면 2~4년이 지나면 점차 변한다.
드물긴 하지만, 코랏은 가끔 눈에 띄거나 희미한 흰 반점, 심지어 매우 희미한 회색 줄무늬를 가지고 있다. 때때로 이러한 점들은 나이가 들수록 크기가 커진다. 이것들은 결점으로 보여지고, 고양이들은 고양이 쇼에서 경쟁할 자격을 잃는다. 그러나 이러한 표시는 성향이나 건강에 아무런 영향을 미치지 않는다.

## 타이 라일락, 타이 블루 포인트, 타이 라일락 포인트

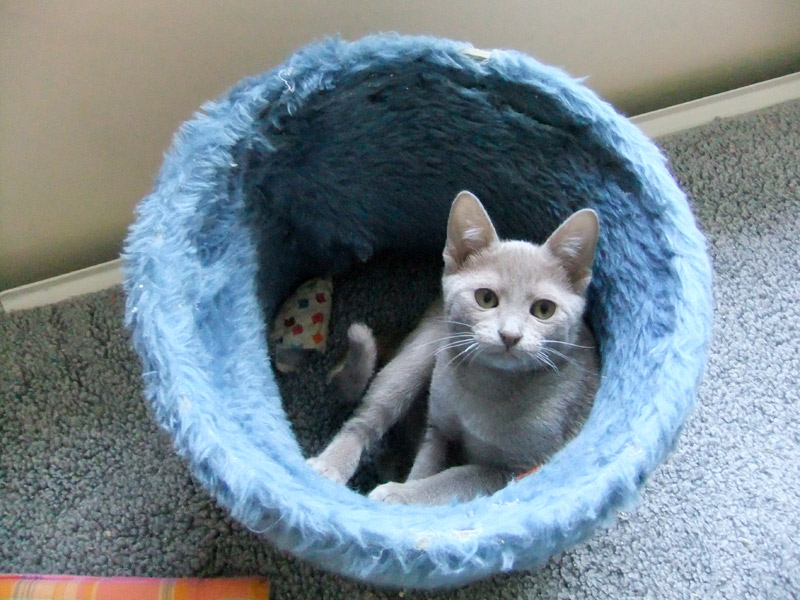
타이 라일락 새끼

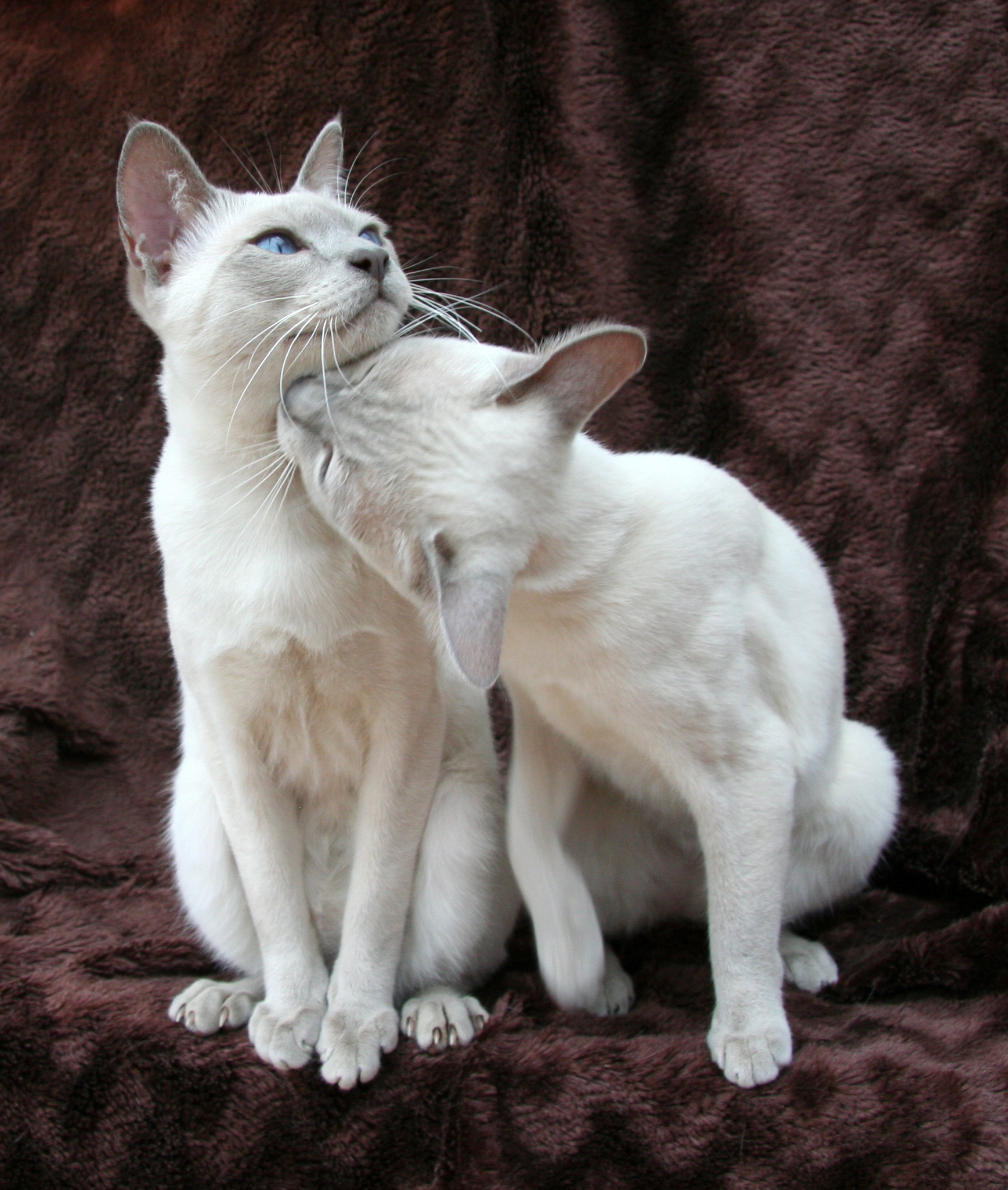
영국에 최초로 등록된 두 개의 타이 라일락 포인트: Clairabelle Pixie Dust(2014) 및 Clairabelle Ninja Rococoa(2015)

고양이 애호가 협회는 코랏의 전통적인 파란색 외양과는 다른 코랏형 고양이들을 그들의 실험 등록부에 인정하고 있다. 이런 고양이들은 보통 타이 라일락으로 등록된다. 타이 블루 포인트는 샴에서도 볼 수 있는 색점 패턴을 보여준다. 타이 라일락 포인트는 샴에서도 볼 수 있는 색소 패턴을 보여주지만 갈색털 유전자를 보여준다. 이 고양이들은 타이 고양이와 혼동해서는 안 된다.
코랏츠 정식 등록 정책은 정식 등록 부모 또는 3세 추가 등록 부모의 파란 고양이만 허용한다. 그것은 또한 이 품종이 한때 코랏과 타이의 일부 번식 계통에 존재했던 이 유전적인 질병으로부터 벗어나도록 보장하기 위해 강글리오시드축적증에 대한 유전자 검사가 수행되어야 한다.
최초로 기록된 타이 라일락 고양이는 1989년 제낭카 계열에서 태어났으며, 당시 "제낭카 라일락 릴리"는 영국의 두 코랏 부모에게서 태어났다. 1990년, 릴리의 부모는 더 많은 라일락 고양이들과 교배했다. 그 후 어린 수컷 라일락 한 마리가 영국에서도 다른 한 쌍에게 태어나, 근친 교배 없이 더 많은 교배를 할 수 있었다.
최초로 기록된 타이 라일락 포인트는 2014년 클라라벨 픽시 더스트가 영국의 두 코랏 부모에게서 태어났을 때 클라라벨 혈통에서 태어났다. 또 다른 타이 라일락 포인트로 클라라벨 닌자 로코코아라는 수컷 고양이가 태어났다. 세 번째와 네 번째 타이 라일락 포인트가 최근에 주사르카 혈통에서 탄생했다.

## 같이 보기
- 고양이의 품종 목록
- 샴 (고양이)
- 타이 (고양이)
- 수팔락